# Pterigopod

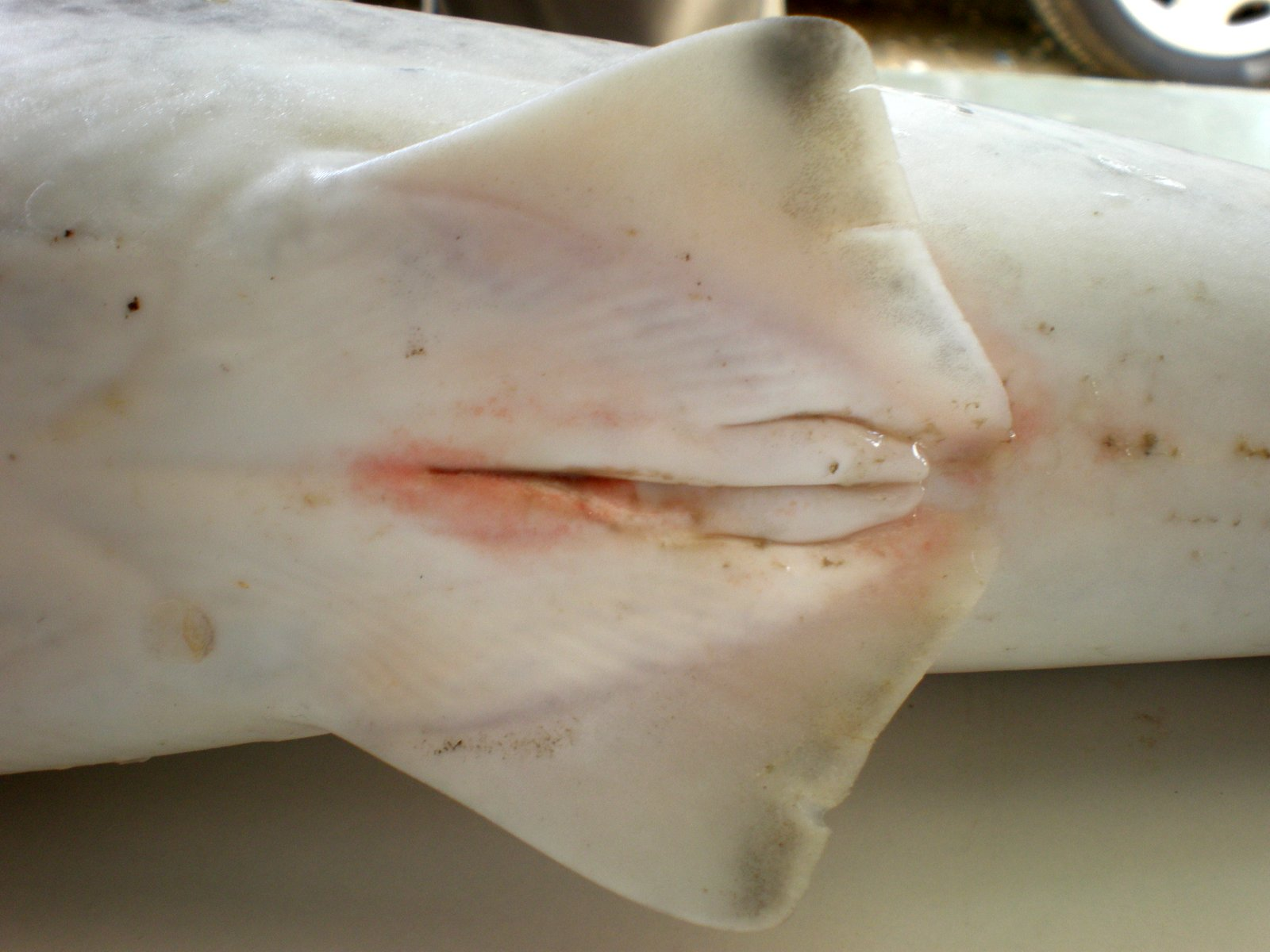
Pterigopod la un rechin tânăr de sex masculin (Carcharhinus brevipinna)

Pterigopodul (numit și pterigopodiu, mixopterigiu) este un organ copulator par, la peștii cartilaginoși (elasmobranhii și holocefali), format dintr-o prelungire posterioară în formă de bastonaș a bazei comune a celor două înotătoare ventrale. Pterigopodiul are formă diferită și este constituit din suporturi cartilaginoase, acoperite de mușchi și de piele. Pe fața lor dorsală au câte un șanț pe marginea lor internă, care apropiindu-se formează un canal (sifon) pentru eliminarea lichidului spermatic. Deschiderea proximală anterioară a pterigopodului se numește apopil, deschidere distală posterior se numește ripidion.